# Sansumu
Sansumu (kinesiska: 三苏木, 三苏木乡) är en socken i Kina. Den ligger i den autonoma regionen Inre Mongoliet, i den norra delen av landet, omkring 87 kilometer öster om regionhuvudstaden Hohhot. Sansumu ligger vid sjön Dai Hai.
Genomsnittlig årsnederbörd är 576 millimeter. Den regnigaste månaden är juli, med i genomsnitt 171 mm nederbörd, och den torraste är januari, med 3 mm nederbörd.